# Орнела Мути
Орнела Мути (на италиански: Ornella Muti) е италианска актриса.

## Биография
Родена е в Рим на 9 март 1955 г. с рождено име Франческа Романа Ривели (Francesca Romana Rivelli) от неаполитански баща и естонска майка. Има по-възрастна сестра, Клаудия (1951).  В тийнейджърските си години Орнела работи като модел и прави първия си филмов дебют през 1970 в „Най-красивата съпруга“ (La Moglie più bella).
Участва предимно в италиански филми, a дебюта си в Обединеното кралство прави през 1980 г. във филма „Флаш Гордън“.

## Избрана Филмография
| година | филм                         | оригинално заглавие        | роля                    | режисьор                   |
| ------ | ---------------------------- | -------------------------- | ----------------------- | -------------------------- |
| 1976   | Последната жена              | La Dernière femme          | Валери                  | Марко Ферери               |
| 1977   | Стаята на епископа           | La stanza del vescovo      | Матилда                 | Дино Ризи                  |
| 1977   | Новите чудовища              | I nuovi mostri             | Стопаджийка / Стюардеса | Марио Моничели / Дино Ризи |
| 1981   | Истории за обикновена лудост | Storie di ordinaria follia | Кас                     | Марко Ферери               |